# 梅林天満宮
梅林天満宮（ばいりんてんまんぐう）は、熊本県玉名市にある神社（天満宮）。旧社格は村社。

## 沿革
- 承平6年（936年）太宰府天満宮から勧請されたと伝える。
- 平成15年（2003年）本殿、拝殿、楼門、鳥居が国の登録有形文化財に登録。

## 祭神
- 菅原道真公

## 祭礼
毎年11月25日に梅林天満宮秋季大祭が開催され、流鏑馬が奉納される。
流鏑馬は、天満宮前の長さ400メートルの馬場に3カ所、的が立てられ乗手（のって）が次々に矢を放つ。
祭りは、梅林天満宮の氏子である津留・安楽寺・下の3地区の輪番で行われる。

## 文化財

### 登録有形文化財（国登録）
- 本殿、拝殿、楼門、鳥居  - 平成15年（2003年）登録。いずれも江戸時代後期の建築。

### 熊本県指定無形民俗文化財
- 梅林天満宮流鏑馬

## 所在地
- 熊本県玉名市津留499

## 関連図書
- 上米良純臣 編著『熊本県神社誌』青潮社、1981年
- 角川日本地名大辞典編纂委員会編『角川日本地名大辞典43 熊本県』角川書店、1987年、749頁